# Каменка (Старобельский район)
Каменка (укр. Кам'янка) — село, относится к Старобельскому району Луганской области Украины.
Население по переписи 2001 года составляло 347 человек. Почтовый индекс — 92754. Телефонный код — 6461. Занимает площадь 0,001 км². Код КОАТУУ — 4425186002.

## Местный совет
92752, Луганська обл., Старобільський р-н, с. Хворостянівка, вул. Леніна, 13  (укр.)